# Бартоло ди Фреди
Бàртоло ди Фрèди (на италиански: Bartolo di Fredi; * ок. 1330, Сиена, † 26 януари 1410, пак там), е италиански художник, активен от 1353 до 26 януари 1410 г., представител на Сиенската школа и италианското Треченто. 
Имитирайки стила на Симоне Мартини и Пиетро и Амброджо Лоренцети, той се откроява като един от най-типичните представители на Сиенската школа, със силна характеристика на стил, за който може да се каже, че е доста „декоративен". Въпреки това той е един от най-важните художници от втората половина на 14 век, както в Сиена, така и в съседните градове, които все още пазят много от неговите творби днес. Има псевдонима Бартоло Батилоро. 

## Биография
Изследователите отнасят датата на раждане на Бартоло ди Фреди около 1330 г., доколкото първия сиенски документ, в който се споменава неговото име, е датиран от 1353 г. В тази година Бартоло съвместно с Андреа Вани взема под аренда помещение за майсторска работилница. От този момент нататък те често работят заедно, изпълнявайки поръчки. 
През 1355 г. Бартоло ди Фреди става член на Гилдията на художниците на Сиена. Андреа Вани и неговия брат Липо Вани, освен успехите, които имат в изкуството, успешно работят и на административното поприще, заемайки високи длъжности в правителството на Сиена, и единият род дейност стимулира другата. Бартоло ди Фреди също не е чужд на административната работа, в течение на живота си той се заема различни длъжности в сиенското правителство от 1372 г. През 1381 г. той става член на Големия съвет – висши правителствен орган на Сиена.
Работейки в голямо ателие съвместно с такива уважавани в Сиена майстори, като братя Вани, Бартоло ди Фреди става един от най-популярните художници, творили във втората половина на XIV век. До него постъпват множество поръчки от Сиена и околните градове. За това свидетелстват множество данни от архивните документи. През 1350-те г. той заедно с Андреа Вани декорира залата на Големия съвет на Сиена. През 1361 – 1362 г. работи в Сан Джиминяно. През 1366 г. рисува картина по поръчка на правителството на Сан Джиминяно. През 1367 г. украсява Сиенската катедрала съвместно с Якопо ди Мино дел Пеличайо. През 1382 г. работи в църквата „Сан Франческо“ в Монталчино, изписвайки там стенописа „Снемането от кръста“ и няколко олтарни картини, включително „Кръщаване на Христа“ и „Сцени от живота на св. Филип Монталчински“. През 1389 г. съвместно с Лука ди Томе работи над олтара за Сиенската катедрала, и така до последните дни от своя живот. 
Бартоло ди Фреди има седем деца, но само едно от тях надживява баща си. Това е Андреа ди Бартоло (* 1358/1364, † 1428), който става известен художник. Двамата синове на Андреа ди Бартоло, на свой ред, също тръгват по стъпките на дядо си, ставайки художници: Джорджо ди Андреа ди Бартоло (док. 1409 - 1414/1417) и Ансано ди Андреа ди Бартоло (* 1421, † 1491). Така че Бартоло ди Фреди е основател на художествена династия, известна като Династия Чини.
През 1410 г. Бартоло ди Фреди е погребан в двора на манастира „Сан Доменико“ в Сиена. 

## Творчество
Най-старата му подписана творба, достигнала до нас, е „Мадоната на състраданието“ (Madonna della Misericordia), която днес се съхранява в Епрахийския музей на Пиенца, силно повлияна от панелите със сходна тематика от Симоне Мартини и Липо Меми. Сред ранните му произведения са триптихът Мадоната с Младенеца и светци (1360, Перуджа, Национална галерия на Умбрия) и фреските, посветени на житието на Богородица в църквата „Свети Августин“ в Сан Джиминяно (1361 – 1362), където е видима зависимостта му от изкуството на Мартини и Меми.
Различно датирани към третата четвърт на 14 век са две фрески в манастира „Сан Лукезе“ в Поджибонси, със Мъченичеството на Свети Андрей и Свети Никола от Бари и трите момичета.
По-късно, от средата на 1360-те, Бартоло изработва свой, малко еклектичен, но дълбоко индивидуален стил. Той е най-известен с по-късните си зрели творби: Коронясването на Богородица (1388, Монталчино, Музей за религиозно изкуство), Триптих „Карчери“ (1388 г., разделен на части и сега в различни музеи), Рождество с поклонение на влъхвите (1383 г. Ватикана, Пинакотека) и Пренасяне в храма (1388 г., Лувър, Париж).
През 1367 г. той създава Историите на Стария завет в Колегиалната църква на Сан Джиминяно, започнати още през 1356 г. В тамошния Музей на сакралното изкуство има красиво пано, наречено Мадона на Розата (Madonna della Rosa).
В Сиена около 1361 г. той създава някои творби, сега изгубени, в Общинската палата. Ди Фреди получава множество поръчки от Сиенската катедрала и други важни градски църкви: между 1374 и 1409 г. създава панели и фрески за множество параклиси на катедралата, изгубени или неидентифицирани. Според Моран (1976) и Фройлер (1994) панелът с Поклонението на влъхвите, днес в Националната художествена пинакотека на Сиена, би могло да идва от катедралата на града, дори ако фрагментите от нейния предел, най-големият от които е Христос на кръст, почитан от светици в Музей „Линденау“ в Алтенбург, представят многобройни фигури, принадлежащи на Доминиканския орден, така че да предполагат поръчка от този орден.
Отново в Сан Джиминяно в параклиса вдясно от главния олтар на църквата „Сант Агостино“, има фрески със сцени от Житието на Богородица (1374 - 1375), копирани от изгубените сцени, които са били фрески на Симоне Мартини, Амброджо и Пиетро Лоренцети (1335) на фасадата на болницата „Санта Мария дела Скала“ в Сиена. За същата църква Ди Фреди рисува полиптих, от който панел с Представянето в храма (1388) сега е в Лувъра в Париж : в този случай моделът очевидно е панелът на Амброджо Лоренцети, който се пази в Уфици, Флоренция.
От 1377 до 1380 г. художникът се занимава с украсата на главния параклис на Катедралата на Волтера. Съхранена е и възхитителна картина Мадоната с Младенеца, наричана още Madonna delle Grazie или della Pietrina на името на светилището, от което идва, в община Монтайоне и днес в хранилищата на Епархийския музей на сакралното изкуство на Волтера, в Епископския дворец.
През 1380-те г. Ди Фреди е ангажиран с множество поръчки за църквите на различните просешки ордени на Монталчино. От църквата „Сан Франческо“ идват:
- фрагменти от полиптих с Полагане от кръста, Младенецът Свети Йоан, воден от архангел Уриел в пустинята, Кръщението на Христос, Оставянето на блажения Филипино Чардели, Благословеният Филипино Чардели изцелява болните и фрагмент от предела, преработен през 17 век в част от скиния с Христос в гроба, всички датирани от 1383 г., днес в Градския и епархийски музей на сакралното изкуство на града
- големият Полиптих на коронацията на Мадоната, подписан и датиран от 1388 г., в миналото на части, а сега почти изцяло събран отново в музея
- триптих (първоначално полиптих) с Мадоната на трона с Младенеца между светиите Йоан Кръстител и Йоан Евангелист, от параклиса „Сан Пиетро“, днес в Общинския музей на Лучиняно, датиран от 1480-те г.

От полиптиха, рисуван за църквата „Св. св. Филип и Яков“ на Августинците (наречена „Св. Августин“), е съхранено само Мадоната с Младенеца, също в Градския музей на Монталчино. Повечето от останалите стенописи в тази църква, особено историите на светеца в стената на апсидата, се приписват на Бартоло ди Фреди.
Други творби на Бартоло ди Фреди могат да бъдат намерени в Монтичано в капитула на църквата „Св. Августин“ (фреска с Мадоната на трона и Свети Августин и блажения Антонио Патризи от Монтичано, 1380 - 1388), в църквата „Сан Франческо“ в Лучиняно (Триумф на смъртта, ок. 1360 г., фреска, приписвана на него), във Ватиканската пинакотека (Рождество Христово и Поклонението на пастирите, ок. 1383 г.), в Музея за изящни изкуства в Будапеща (Благовещение, ок. 1383 г.), в Музея на изкуствата на окръг Лос Анджелис (Благовещение, 1388 г.), в Музея на изкуствата Метрополитън в Ню Йорк ( Поклонението на влъхвите, ок . 1390 г.) и в Музея за изящни изкуства в Шамбери (олтарен полиптих Светата Троица от 1396 г.).
За базиликата „Сан Доменико“ в Сиена творецът създава Олтара на Сан Пиетро Мартире и Олтара на Малаволти, някога датиран от 1397 г .: последният е най-новата творба, достигнала до нас, която със сигурност се приписва на художника.
Творбите на твореца се пазят в много музеи по света. Някои от неговите произведения, известни от документи, не са дошли до наши дни: напр. през 1368 г. Бартоло изписва олтарна картина за църквата „Сан Лоренцо“, от която сега са останали само два панела предели (съхранени в Художествения музей на Сиена).
- Мъченичеството на св. Андрей, Фреска от църквата „Сан Лукезе“ в Поджибонси
- Триумфът на смъртта, ок. 1360 г., фреска
- Рождество с поклонение на влъхвите, 1383 г., Ватикана, Пинакотека
- Принасяне в храма“, 1388 г., Лувър, Париж
- Коронясването на Богородица, 1388 г. Монталчино, Музей за религиозно изкуство